# Chesham (metrostation)
Chesham is een station van de metro van Londen aan de Metropolitan Line. Het station is geopend in 1889.

## Geschiedenis
Het station werd op 8 juli 1889 geopend door de Metropolitan Railway als onderdeel van de beoogde verlenging van Rickmansworth naar Tring, waar de reizigers tussen metro en West Coast Mainline zouden kunnen overstappen. Voordat de bouw begon koos de MR echter een alternatieve route over de Chilterns via Aylesbury. De bouw begon eind 1887 met een zijtak naar Chesham, hoewel de MR nog enkele jaren na de opening van het station land tussen Chesham en Tring bleef kopen, werd de route nooit verder verlengd en bleef Chesham een eindpunt. Het station en de gebouwen zijn vrijwel ongewijzigd gebleven, het in 1961 tijdens de elektrificatie toegevoegde spoor werd in november 1970 gesloten. Het station had aanvankelijk een goederenloods die in juli 1966 werd gesloten.De goederenloods heeft plaatsgemaakt voor de parkeerplaats van het station en de naastgelegen supermarkt.
Op 16 en 17 augustus 2014 vierde de zijlijn haar 125-jarig bestaan. Het werd gevierd met ritten van de eerste stoomlocomotief van London Underground, Metropolitan 1. Hij reed van Rickmansworth naar Chesham (met de eerste en laatste dienst van de dag die begon of eindigde in Harrow-on-the-Hill om de stam in Ruislip te kunnen stallen). Dit betekende dat de lijn van Chalfont en Latimer naar Chesham voor een korte periode moest worden gesloten om de jubileumrit mogelijk te maken.
Het station is op de monumentenlijst gezet om meerdere redenen:
- Architectonisch belang: Het minst aangetaste voorbeeld van een laat 19e-eeuws landelijk station van de Metropolitan Railway.
- Historisch belang: een levendige herinnering aan de eerste uitbreidingen van de Metropolitan Railway naar het landelijke gebied rond Londen
- Ensemblewaarde: het stationsgebouw, seinhuis en watertoren vormen een bijzonder samenhangend en intact geheel.

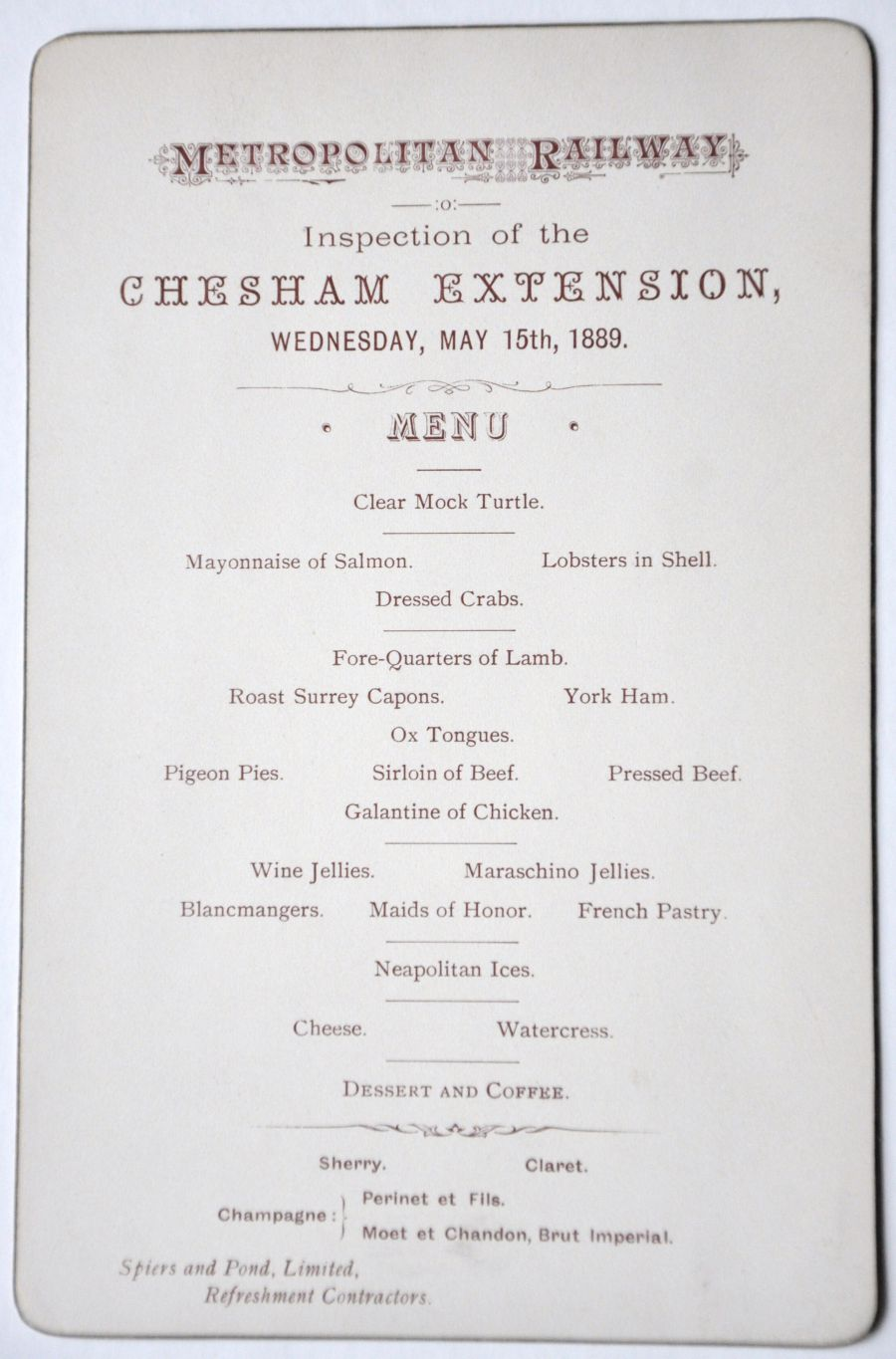
Menu voor genodigden bij de oplevering op 15 mei 1889.
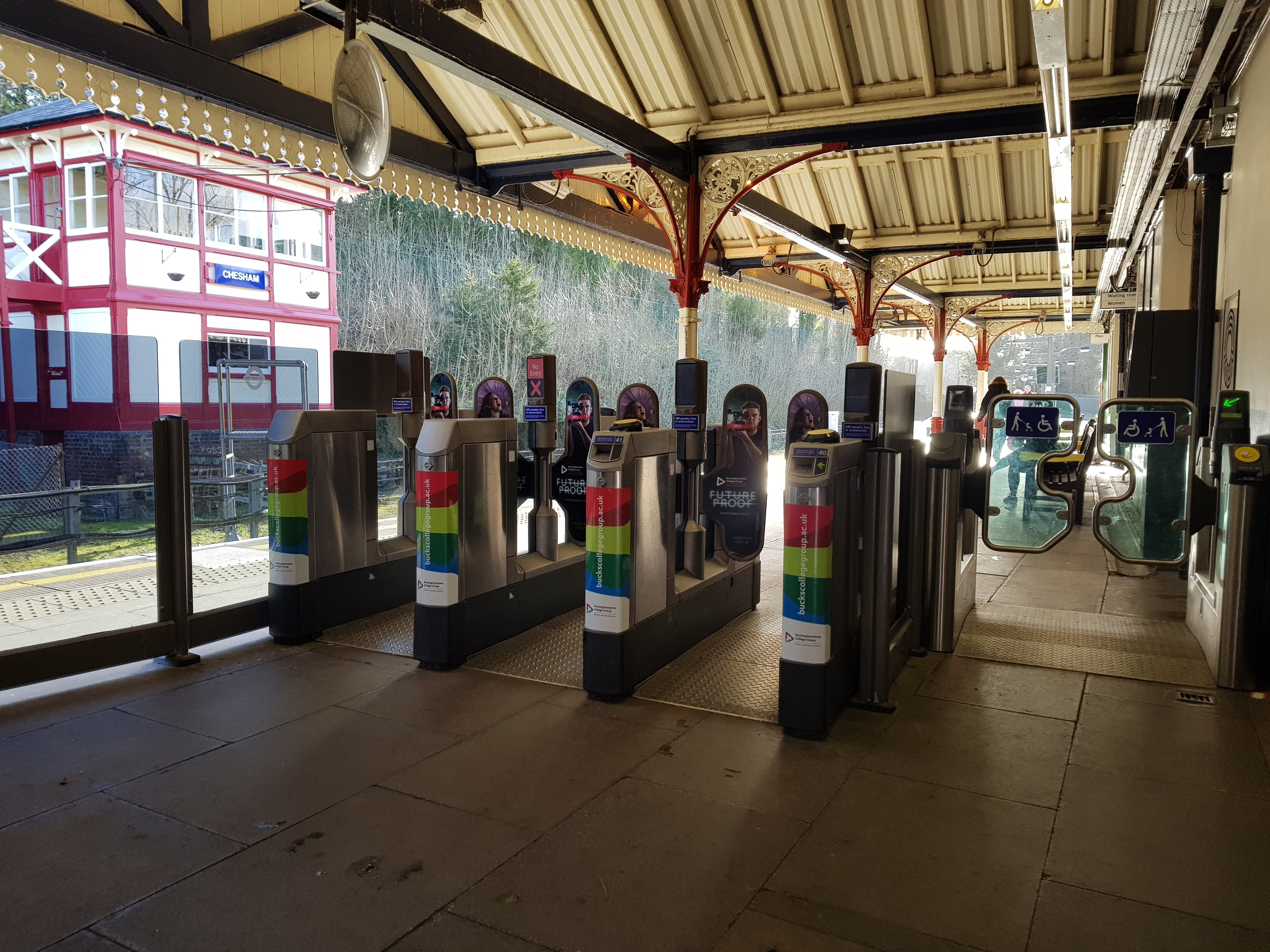
De OV-poortjes onder de Victoriaanse kap, links het seinhuis.
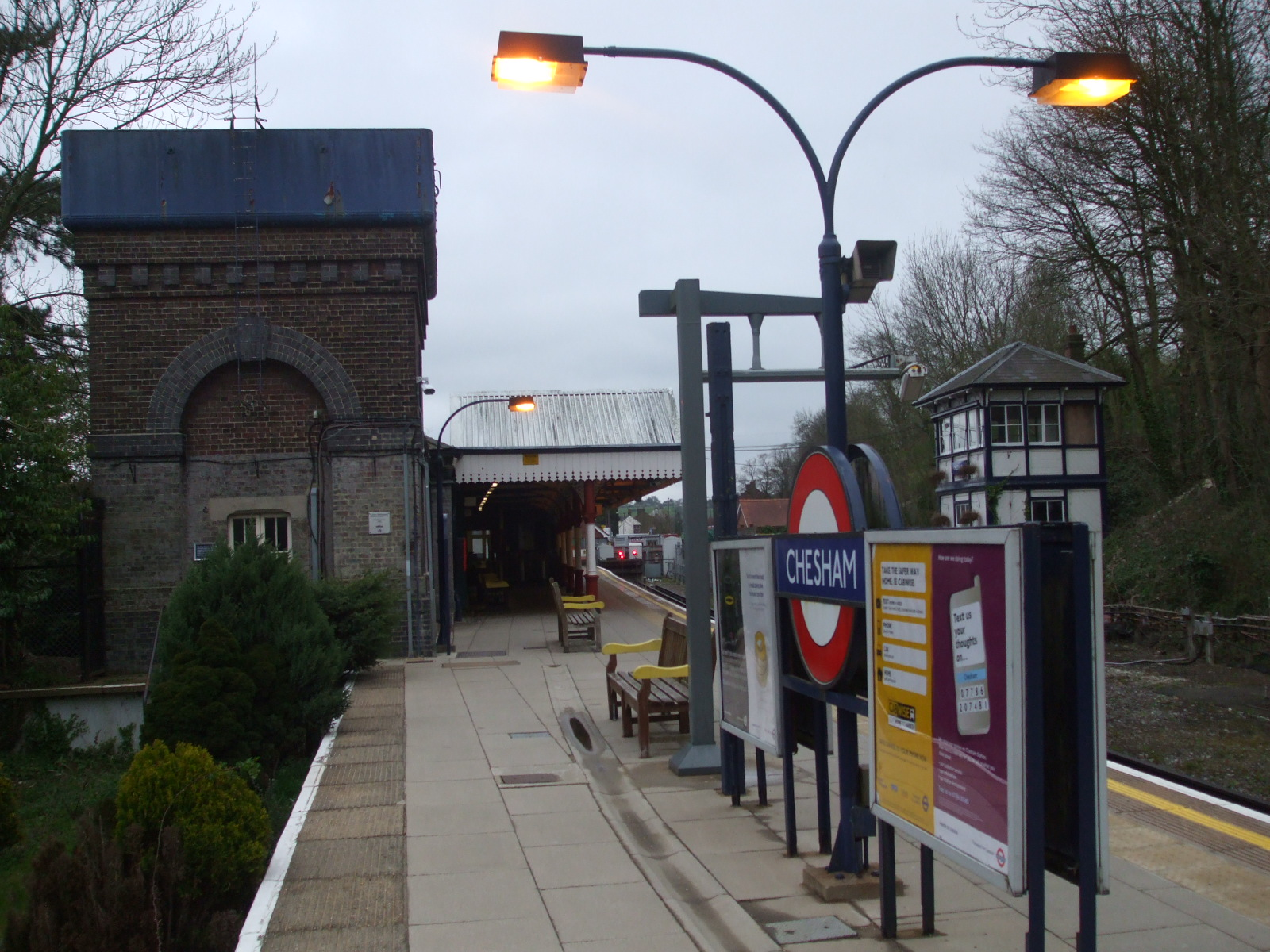
De stationstuin en watertoren aan de westkant van het perron.

## Reizigersdienst
Het station ligt 40 km ten noordwesten van Charing Cross en is daarmee het verste metrostation van het centrum van Londen op het undergroundnet. Het is ook zowel het noordelijkste als het westelijkste station in het systeem. De afstand tussen Chesham en Chalfont & Latimer is de grootste tussen opvolgende stations op het netwerk, namelijk 6,26 km. Sinds 12 december 2010 heeft Chesham elke 30 minuten een rechtstreekse verbinding met Aldgate. Deze dienst wordt verzorgd met metrostellen van acht bakken. In de ochtend- en avondspits rijden er non-stop metro's tussen Moor Park en Harrow-on-the-Hill, waarna ze Finchley Road en daarna alle stations tot Aldgate aandoen. Buiten de spits stoppen de metro's uit Chesham op alle stations onderweg naar Aldgate. Voor inwoners van Chesham is dit een grote verbetering ten opzichte van de dienstregeling voor 2011, aangezien Chesham voorheen in de daluren uitsluitend werd bediend door een pendeldienst met 4 baks metrostellen naar Chalfont & Latimer, waar reizigers moesten overstappen op een metro van of naar Amersham. Hoewel de redenen voor het nieuwe patroon grotendeels technisch waren (Het S8 materieel is ontworpen als twee metrostellen van 4 bakken die slechts aan een kant een stuurcabine hebben en dus altijd ruggelings gekoppeld moeten rijden.), werd verwacht dat het de opstoppingen op lokale wegen zou verminderen door de aantrekkelijkheid van Chesham als P&R optie zou vergroten.